# برايان فاربر
برايان فاربر (بالإنجليزية: Brian Farber)‏ هو لاعب كرة قدم أمريكي، ولد في 15 أبريل 1982 في ساندبوينت في الولايات المتحدة. لعب مع نادي شمال كارولاينا.

## وصلات خارجية
- برايان فاربر على موقع قاعدة بيانات كرة القدم.إي يو (الإنجليزية)
- برايان فاربر على موقع Soccerway.com (الإنجليزية)